# Priesterberg
Priesterberg – wzgórze we Frankfurcie nad Odrą, w dzielnicy Hohenwalde, kilkaset metrów na północny zachód od jej zwartej zabudowy, nieopodal drogi krajowej B87 (po jej zachodniej stronie).
Wysokość wzgórza wynosi 82,2 m.